# Roženica
Roženíca (lat. cornea) je prosojni sprednji del očesa, ki pokriva šarenico, zenico in sprednji prekat. Skupaj z lečo lomi svetlobo in predstavlja približno dve tretjini optične moči očesa. Pri človeku znaša lomna moč roženice okrog 43 dioptrij. Čeprav roženica prispeva večino lomne moči očesa, je njeno gorišče fiksirano. Po drugi strani se ukrivljenost leče lahko spreminja tako, da se gorišče prilega oddaljenosti predmeta. Medicinski izrazi, ki se nanašajo na roženico, se pogosto začnejo s predpono kerat-, iz grške besede κέρας, rog.

## Struktura
Roženica vsebuje nemielinizirane živčne končiče, občutljive na dotik, temperaturo in kemične snovi; dotik roženice sproži nehoten refleksni odziv, ki zapre veko. Ker je prosojnost bistvenega pomena, roženica ne vsebuje krvnih žil; hranila sprejema z difuzijo iz solzne tekočine zunaj in prekatne vodice znotraj ter tudi iz nevrotrofinov, ki se sproščajo iz živčnih vlaken roženice. Pri človeku meri roženica v premeru okrog 11,5 mm, debela je 0,5–0,6 mm v središču ter 0,6–0,8 mm na obrobju. Zaradi prosojnosti, neožiljenosti, prisotnosti nezrelih imunskih celic ter imunske privilegiranosti je roženica posebno tkivo. Na roženičnem robu meji na beločnico.

### Plasti
Človeška roženica in roženice drugih primatov imajo pet plasti. Roženice mačk, psov in drugih mesojedcev imajo le štiri. Od spredaj navzad so plasti človeške roženice:
1. Roženični epitelij: tanka večcelična epitelijska tkivna plast (večskladen ploščati epitelij) hitro rastočih in zlahka obnovljivih celic, ki jo solze ohranjajo vlažno. Nepravilnosti ali edem roženičnega epitelija zmotijo gladkost vmesne plasti med zrakom in solznim filmom, najpomembnejšo sestavino celokupne lomne moči očesa, ter s tem zmanjšajo ostrino vida. Prehaja v veznični epitelij, sestavljen iz šestih plasti celic, ki se na izpostavljeni strani neprestano luščijo in regenerirajo na bazalni plasti.
2. Bowmanova plast: toga plast, ki ščiti stromo roženice in sestoji iz podobno nepravilno urejenih kolagenskih vlaken, pravzaprav vrsta strome. V debelino doseže 8–14 mikrometrov.[5] Ta plast pri mesojedcih manjka.[4]
3. Roženična stroma (tudi substantia propria): debela, prosojna srednja plast, zgrajena iz urejenega kolagenskega veziva, med katerimi so posejani redki keratociti. Roženična stroma obsega približno 200 plasti vlakenc kolagena tipa I. Stroma tvori 90 % debeline roženice in napravlja roženico prosojno.
4. Descemetova membrana: tanka brezcelična plast debeline 5–10 mikrometrov z vlogo modificirane bazalne membrane roženičnega endotelija, iz katerega izvirajo celice.
5. Roženični endotelij: enoskladna ploščata ali nizkoprimatska plast z mitohondriji bogatih celic, ki uravnava prenos tekočine in topljencev med vodnim in roženičnim predelkom strome. Obliva ga prekatna vodica. V nasprotju z roženičnim epitelijem se celice endotelija ne regenerirajo, temveč odmrle celice nadomestijo preostale z raztegnitvijo. Zmanjševanje celične gostote endotelija vpliva na tekočinsko uravnavanje. Kadar endotelij ne more več ohranjati ustreznega tekočinskega ravnovesja, pride zaradi presežka tekočine do nabrekanja strome in izgube prosojnosti.